# Muriel Robin
Pour les articles homonymes, voir Robin.
Muriel Robin est une humoriste, actrice, réalisatrice et metteuse en scène française, née le 2 août 1955 à Montbrison (Loire).
Après une formation d'actrice classique, elle est révélée au public en tant qu'humoriste dans l'émission La Classe et dans un spectacle solo en 1988.

## Biographie

### Enfance
Muriel Robin est à l'état civil la benjamine des trois enfants d'Antoine Robin (1921-1997) et d'Aimée Marie Joséphine Rimbaud (1926-2003), marchands de chaussures, place Saint-Pierre à Montbrison ; elle a deux sœurs, Nydia et Martine. En réalité, elle est née d'une relation extra-conjugale de sa mère Aimée Rimbaud avec un marchand forain d'origine arménienne, Jacques Hamalian (1929-1996), ce qu'elle découvre à cinquante ans passés, à la mort de sa mère,. En 1960, la famille s'installe à Saint-Étienne. Très jeune, elle aime faire rire et rêve de devenir chanteuse. Après une scolarité sans éclat passée notamment au cours Sévigné de Saint-Étienne et en raison d'une certaine préférence pour la fête, elle finit par échouer deux fois de suite à son bac. Hésitant sur sa carrière professionnelle, elle commence par vendre des chaussures dans le magasin familial (1975-1976), sans être vraiment motivée.

### Formation (années 1970)
En 1977, âgée de vingt-deux ans, elle quitte Saint-Étienne pour Paris, où elle s'initie à l'art dramatique au cours Florent et prépare le concours d'entrée au Conservatoire national supérieur d'art dramatique de Paris. Elle est reçue première et suit trois ans durant l'enseignement de ses maîtres, notamment de l'acteur Michel Bouquet. Sortie lauréate du conservatoire, elle retourne vendre des chaussures à Saint-Étienne.

### Débuts et révélation comique (années 1980)
En 1981, elle part rejoindre Roger Louret, rencontré à Paris, qui se trouve à Monclar en Lot-et-Garonne avec sa troupe, Les Baladins en Agenais. Elle partage alors la vie de troupe : comédie, comptabilité, régie, etc. Elle y rencontre notamment Élie Semoun et Annie Grégorio.
Son ambition d'alors, selon son propre aveu, est de faire du cinéma et d'obtenir des rôles à l'image de ceux qu'avait interprétés une des actrices qui la font rêver : Annie Girardot, qu'elle rencontrera d'ailleurs plus tard et avec laquelle elle deviendra très amie.
En 1984, c'est avec Annie Grégorio qu'elle remonte à Paris pour vivre l'aventure du Petit Théâtre de Bouvard. Elle y rencontre Didier Bénureau. En butte aux méthodes autoritaires de Philippe Bouvard, elle se voit toutefois offrir par celui-ci un rôle dans la pièce qu'il vient d'écrire, Double Foyer. Elle joue ensuite dans la pièce coécrite avec Didier Bénureau, Maman ou Donne-moi ton linge, je fais une machine, en 1986 à Avignon et en 1987 à Paris au Théâtre de Dix Heures. La pièce fut d'abord présentée à Monclar, au Théâtre de Poche.
Après un creux dans sa carrière, c'est dans le cadre de l'émission La Classe diffusée sur FR3 (future France 3) qu'elle se fait connaître du grand public en 1988.
En 1988, Muriel Robin rencontre Pierre Palmade, un homme qui va beaucoup compter dans sa carrière. Ils deviennent rapidement grands amis et créent ensemble son premier spectacle solo Les majorettes se cachent pour mourir en 1988 au Tintamarre, mis en scène par Roger Louret. Ce spectacle est un vrai succès et propulse Robin dans les médias. Vient ensuite Un point, c'est tout en 1989 au Splendid.

### Confirmation sur scène (années 1990)
Après la décennie des années 1980 marquées par les humoristes dont les satires politiques relèvent du registre de la bouffonnerie contestataire, Muriel Robin confirme sur scène en puisant dans le quotidien les traits d'un comique de personnages et de situation.
De 1990-1991 Tout m'énerve à l'Olympia, un spectacle mis en scène par Roger Louret.
En 1992-1993, Bedos-Robin où Robin propose avec Guy Bedos un spectacle commun à l'Olympia mis en scène par Roger Louret.
En 1994, Robin joue deux pièces de Georges Feydeau avec Pierre Richard (Feu la mère de Madame et On purge Bébé) au Théâtre Édouard-VII, mise en scène de Bernard Murat.
En 1995, Robin anime à la radio, sur Europe 1, l'émission Robin Déboise avec Philippe Massé.
En 1996, Tout Robin au Casino de Paris, sélection de sketches anciens.
En 1997, elle obtient son premier grand rôle au cinéma en remplacement de Valérie Lemercier dans Les Couloirs du temps : Les Visiteurs 2 de Jean-Marie Poiré. La même année, elle écrit et met en scène avec Pierre Palmade le spectacle Ils s'aiment, joué par Pierre Palmade et Michèle Laroque, qui obtient un vif succès public et une nomination au Molière du meilleur one man show ou spectacle de sketches. Elle coécrit et met en scène la suite Ils se sont aimés.
En 1998, elle réalise la mise en scène du spectacle d'Élie Semoun : Élie et Semoun.
En 1998-1999, Toute seule comme une grande à l'Olympia, puis au Zénith et en tournée.
En 1999, elle prête sa voix au singe Tok / Tokina dans le film d'animation à succès de Disney : Tarzan.

### Diversification et consécration (années 2000)
Elle annonce à l'occasion de la dernière de ce spectacle à l'Olympia, en mai 2000, son intention d'en finir avec le spectacle solo traditionnel afin de se consacrer à son métier de comédienne.
En 2000, premier vrai grand rôle au cinéma, celui de l'éponyme du film Marie-Line, de Mehdi Charef.
L'année suivante, en 2001, elle prête sa voix pour le rôle titre de Bécassine dans Bécassine et le Trésor viking.
Retour sur les planches en 2002, dans la Griffe mis en scène par Annick Blancheteau, au théâtre Fontaine.
Robin crée un spectacle d'un genre nouveau (sketches, music-hall) Au secours à la fin de 2004, présenté ensuite au Grand Rex en janvier 2005. Une tournée s’ensuit, puis une dernière représentation de nouveau au Grand Rex en décembre 2005.
Entre-temps, en 2005, Robin est à l'affiche du film réalisé par Coline Serreau Saint-Jacques… La Mecque. La même année, elle participe à l'émission Rendez-vous en terre inconnue.
En octobre 2006, Robin crée l'événement télévisuel avec Marie Besnard, l'empoisonneuse, réalisé par Christian Faure. Ce rôle lui vaut de remporter le 19 novembre 2007 l'International Emmy Award de la meilleure performance d'actrice.
Fin 2006, Muriel Robin fait le bilan de 30 ans de carrière en sortant un coffret DVD, Muriel se plie en quatre, réunissant quatre de ses spectacles les plus emblématiques. Le 9 décembre 2006, elle est vice-présidente du jury de l'élection de Miss France 2007.
Entre 1992 et 2007 puis en 2020, elle participe activement chaque année aux concerts des Enfoirés donnés pour Les Restos du cœur créés par Coluche et dont elle a été la marraine jusqu'en 2007. En 2001, elle s'est également engagée, avec la journaliste Marine Jacquemin, aux côtés de La Chaîne de l'espoir dans la réalisation de l'Institut médical français pour l'enfant de Kaboul en Afghanistan. Cet hôpital a ouvert ses portes en 2005.
Muriel Robin est, aux côtés de Line Renaud, à l'affiche de la pièce de théâtre Fugueuses, écrite par Pierre Palmade et Christophe Duthuron. La dernière représentation de la pièce fut diffusée en direct sur France 2, le samedi 5 janvier 2008 à 21 heures, et réunit près de 8 millions de téléspectateurs (audience exceptionnelle pour ce genre de retransmission).
En 2008, elle est à l'affiche du film Musée haut, musée bas de Jean-Michel Ribes, adapté de la pièce de théâtre à succès du même nom, qui comprend aussi en vedettes Michel Blanc, Gérard Jugnot, Isabelle Carré, Pierre Arditi, Daniel Prévost, Annie Grégorio, Josiane Balasko,Valérie Lemercier, Victoria Abril, André Dussollier, Fabrice Luchini et Yolande Moreau. Le film fait 486 660 entrées en France.

### Retour à la télévision (années 2010)
Robin a vécu plusieurs drames personnels, dont la mort de sa mère, ce qui l'avait poussée à se retirer de la scène médiatique. Ainsi, durant plusieurs éditions, elle ne fait plus partie de la troupe des Enfoirés, une cause qui lui tient pourtant à cœur.
En 2011, elle tient le premier rôle féminin de la comédie populaire On ne choisit pas sa famille, de Christian Clavier ; le film peine à attirer le public en salles. En 2012, elle est à l'affiche d'un film plus modeste, Le Paradis des bêtes, d'Estelle Larrivaz.
Mais c'est en 2013 qu'elle fait son grand retour : d'abord avec un nouveau spectacle intitulé Muriel Robin revient… Tsoin Tsoin, puis à travers plusieurs rôles à la télévision : dans trois téléfilms dramatiques Passage du désir, Indiscrétions et Le Clan des Lanzac.
En 2014, elle retrouve Josée Dayan pour Entre vents et marées. C'est la même qui lui fait confiance en 2016 en la faisant participer à un épisode de la série policière à succès de France 3, Capitaine Marleau.
Toujours en 2016, au cinéma, elle est dirigée par Christophe Honoré pour le mélodrame Les Malheurs de Sophie, qui est un succès, avec plus de 511 631 entrées.
Début 2018, elle intervient de façon récurrente dans l'émission à succès de RTL, Les Grosses Têtes. Le 18 octobre 2018, elle publie son autobiographie intitulée Fragile, qui est acclamée par la critique,,. Le 19 décembre 2018, plus de 70 célébrités se mobilisent à l'appel de l'association Urgence Homophobie. Robin est l'une d'elles et apparaît dans le clip de la chanson De l'amour,,. Elle est l'héroïne du téléfilm Le Premier Oublié avec le chanteur M. Pokora. Ce téléfilm a regroupé 6,5 millions de téléspectateurs, en France.
En septembre 2018, Muriel Robin est l’héroïne du téléfilm dramatique Jacqueline Sauvage : C'était lui ou moi inspiré de l’Affaire Jacqueline Sauvage réalisé par Yves Rénier. Cette fiction offre un record d'audience à TF1 avec 7,7 millions de téléspectateurs, soit 33,5 % de part d'audience, il constitue la meilleure audience pour une fiction française sur la chaîne depuis la diffusion d’Une chance de trop en 2015.

### Années 2020
L'année 2020 est marquée par son projet de téléfilm I Love You coiffure, basé sur une série de ses anciens sketchs, qui est diffusé sur TF1 le 21 décembre 2020. C'est un succès d'audience avec plus de 7 750 000 téléspectateurs.
En 2021, elle est l'une des nombreuses invitées du téléfilm de son ami Pierre Palmade : Le Grand Restaurant : Réouverture après travaux, qui est diffusé le 3 février 2021, sur M6.
En 2022, elle prête sa voix au personnage Lulu le cochon d'Inde de DC Comics dans la version française du film d’animation à succès Krypto et les Super-Animaux, qui obtient d’excellentes critiques mondiales,,.
En 2024, on la retrouve dans la saison 5 de LOL : qui rit, sort !.

### Engagement contre les violences faites aux femmes

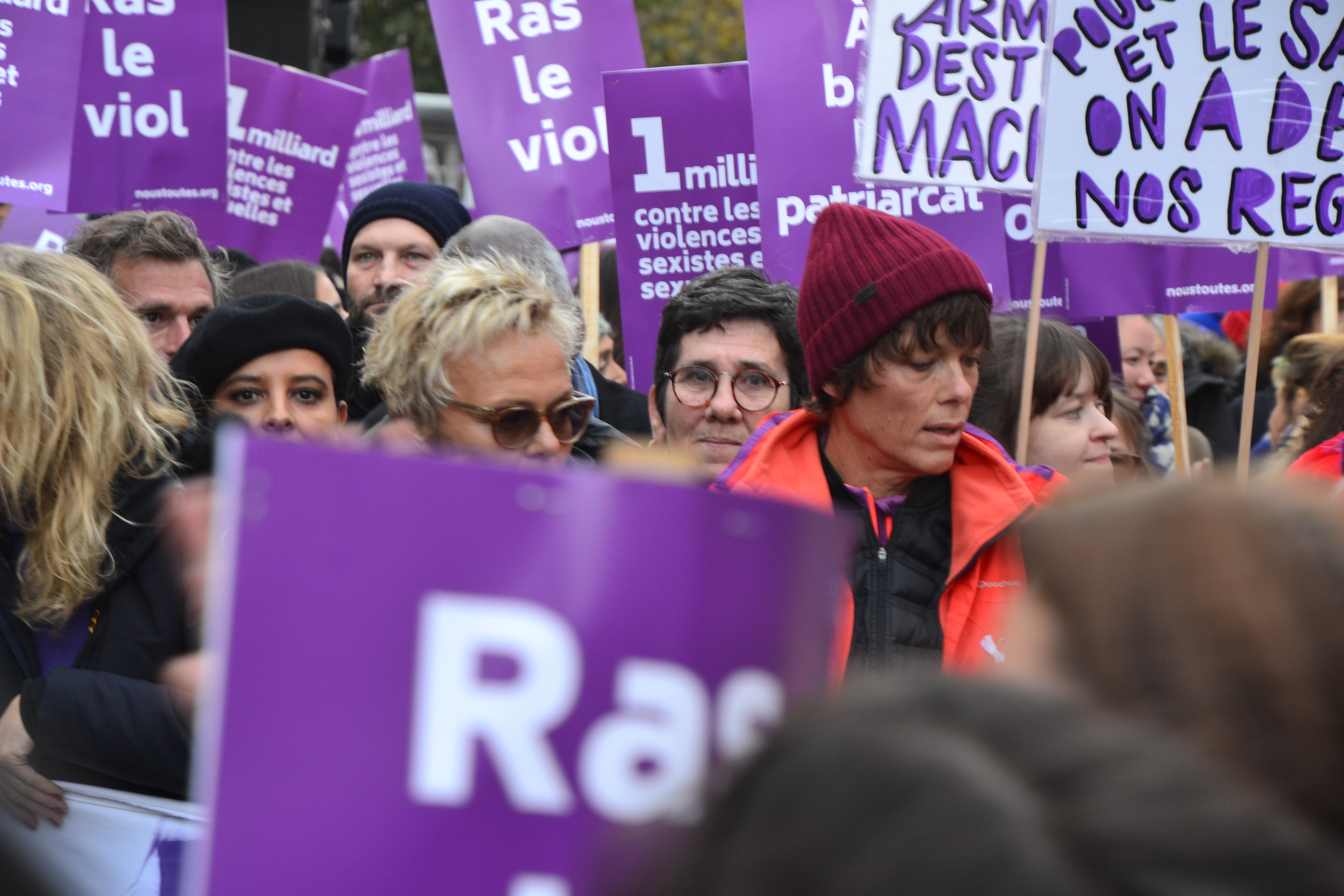
Muriel Robin et sa compagne Anne Le Nen lors de la marche contre les violences sexistes et sexuelles du 23 novembre 2019 à Paris.

À l'instar de l'actrice Julie Gayet, Muriel Robin milite aux côtés de la Fondation des femmes (dont elle est ambassadrice), qui collecte des fonds au profit des associations défendant les droits des femmes.
En septembre 2019, Muriel Robin déclare sur l'émission « On n'est pas couché » que jouer le rôle de Jacqueline Sauvage a provoqué une prise de conscience et son engagement contre les violences conjugales.
En novembre 2019, lors d'une intervention sur RTL aux côtés d’Anne-Cécile Mailfert (présidente de la Fondation des femmes), elle interpelle le président Emmanuel Macron pour alerter sur la faiblesse du budget public consacré à la lutte contre les violences faites aux femmes, et souhaite qu'il prenne la parole sur le sujet. Le même mois elle participe à la marche parisienne organisée par le Collectif #NousToutes dans le but d'alerter sur les violences sexistes et les féminicides.
En décembre 2019, elle prête sa voix pour une campagne choc de la Fondation des femmes intitulée « Partir », mettant en scène une femme victime de violences conjugales, obligée de regagner son domicile, n'ayant pas trouvé de place en hébergement d'urgence.
En 2025, elle participe avec Caroline Darian au clip de "Je t'accuse" où la chanteuse Suzane accuse la justice de ne rien faire quand les faits sont dénoncés.

### Vie personnelle
De 1990 à 1995, elle a vécu une idylle avec Catherine Lara, qui en parle dans son autobiographie Entre émoi et moi publiée en 2011.
Muriel Robin est mariée avec la comédienne Anne Le Nen. En couple depuis 2006, elles se sont pacsées le 5 décembre 2009, et mariées le 20 février 2021 à Rueil-Malmaison.
Interviewée par des lecteurs du Parisien en 2015, Muriel Robin regrette de ne pas avoir d'enfant. Elle révèle avoir fait une fausse couche lorsqu'elle était plus jeune et avoir traversé quatre dépressions et un burn-out, et, interrogée sur le mariage homo, répond avoir « été avec des hommes, des femmes, encore avec des hommes. Aujourd'hui, je suis avec une femme parce que je suis tombée sur la bonne personne ».
Sur le plateau de Quelle époque !, le 19 septembre 2023, Muriel Robin dénonce l'homophobie dans le milieu du cinéma, et l'impossibilité pour un comédien de réussir une grande carrière après un coming out. Elle assure être la seule actrice au monde à assumer publiquement son homosexualité et conclut que pour cette raison elle n'a pu faire plus de films (seulement deux comédies en 30 ans),. Des professionnels du cinéma interrogés par le Parisien confirment cette discrimination.
En mai 2025, elle dévoile avoir été alcoolique pendant 30 ans dans le documentaire Alcool au féminin : elles brisent le tabou réalisé par Alexandra Combe et diffusé le 13 mai 2025 sur France 5.

## Sketches

### Tout m’énerve - 1990
- Les animaux
- La veste
- Christine
- L'amnésique
- La solitude
- Le salon de coiffure
- La lettre et l'addition
- Le dictionnaire
- Mme Dupin
- L'addition
- Le noir
- Mélodrame
- Le répondeur
- La blague

### Bedos/Robin - 1992
- La première valse
- Les programmes scolaires
- Dans le noir
- La maison de retraite
- Private Club
- Chantal, Bush et Cie
- Si j'étais une femme
- Le noir (suite)
- Chagrin fiscal
- Première impro
- Revue de presse
- L'annonce faite à Odile
- Répétition
- Molière, Musset, Shakespeare et nous
- L'illusionniste
- La bête de scène
- Faut se tirer
- Sur le balcon
- Carola
- Cinq ans après
- J'ai envie

### Tout Robin - 1996
- Le noir
- Retrouvailles
- Le salon de coiffure version 1996
- La veste version 1996
- Tata claudette
- La Boum
- La lettre
- Le dictionnaire version 1996
- La solitude
- Les entrées
- La blague version 1996
- Maison de retraite
- Le répondeur
- L'addition
- Mélodrame
- Merveilleux moments d'une vie

### Toute seule comme une grande - 1999
- Entrée
- Le testament
- Le peintre
- Pépette
- Sacha
- Le barbecue
- Les vacances
- La réunion de chantier
- Je perds tout
- La vedette
- Tout groupé

### Au secours! - 2005
En janvier 2005, Muriel Robin présente son nouveau spectacle solo d'un genre nouveau : Au secours !, coécrit avec Pierre Palmade.  Entre une vie privée déprimante, une bisexualité difficile à gérer, des comédiens aussi niais qu'incompétents et une mère atteinte de la maladie d'Alzheimer, la répétition générale, à moins de 15 jours de la première représentation, n'est vraiment pas de tout repos. Crises de nerfs, rires, pleurs, déclarations, passion et amour sont au programme. Sur plus d'1 h 50 min de spectacle, Muriel Robin mélange comédie, burlesque, théâtre, sentiments, chanson, danse et cabaret. Elle est accompagnée, à la fin du spectacle, de six danseurs professionnels qui exécutent avec elle les différentes chorégraphies de sa comédie musicale, que ses acteurs, fictifs, sont incapables de se remémorer. Le spectacle a été présenté pour la première fois en 2005 au Grand Rex à Paris, complexe cinématographique, dans une salle aux proportions inattendues pour un spectacle solo[réf. souhaitée], mais nécessaire à l'installation d'un escalier qui joue un rôle important notamment durant les chorégraphies, et aussi à l'exécution des nombreuses danses par Muriel Robin pendant tout le spectacle. Elle a achevé sa tournée nationale à nouveau au Grand Rex, en décembre 2005[réf. souhaitée].

## Filmographie

### Actrice

#### Cinéma
- 1985 : Urgence de Gilles Béhat : la concierge
- 1986 : Le bonheur a encore frappé de Jean-Luc Trotignon : la présentatrice de télévision
- 1987 : La Passerelle de Jean-Claude Sussfeld : la gardienne
- 1988 : Bonjour l'angoisse de Pierre Tchernia : Mademoiselle Champion
- 1989 : Après après-demain de Gérard Frot-Coutaz : la surveillante du supermarché
- 1998 : Les Couloirs du temps : Les Visiteurs 2 de Jean-Marie Poiré : Frénégonde/Béatrice
- 1999 : Doggy Bag de Frédéric Comtet : Mama San
- 2000 : Marie-Line de Mehdi Charef : Marie-Line
- 2005 : Saint-Jacques… La Mecque de Coline Serreau : Clara
- 2008 : Musée haut, musée bas de Jean-Michel Ribes : la dame Kandinsky
- 2009 : Le Bal des actrices de Maïwenn : elle-même
- 2011 : On ne choisit pas sa famille, de Christian Clavier : Kim
- 2011 : Hollywoo de Frédéric Berthe et Pascal Serieis : l'agent de Jeanne
- 2012 : Le Paradis des bêtes d'Estelle Larrivaz : Stéphanie Durand
- 2016 : Les Malheurs de Sophie de Christophe Honoré : Madame Fichini[44]
- 2022 : En corps de Cédric Klapisch : Josiane
- 2023 : La Chambre des merveilles de Lisa Azuelos : Odette

#### Télévision
- 1985 : Vive la mariée de Jean Valère : L'hôtelière
- 2006 : Marie Besnard, l'empoisonneuse de Christian Faure : Marie Besnard
- 2009 : Mourir d'aimer de Josée Dayan : Gabrielle Delorme
- 2009 : Folie douce, de Josée Dayan : Juliette Monceau
- 2010 : Ni reprise, ni échangée de Josée Dayan : Juliette
- 2012 : Passage du désir de Jérôme Foulon : Lola Jost
- 2013 : Le Clan des Lanzac de Josée Dayan : Anne Lanzac
- 2013 : Passage du désir, le secret de Monta Corridor de Jérôme Foulon : Lola Jost
- 2013 : Indiscrétions de Josée Dayan : Clémence Lacombe
- 2013 : Y'a pas d'âge (1 épisode) : Brigitte d'âge (1 épisode) : Brigitte Gompard,
- 2014 : Entre vents et marées de Josée Dayan : Cécile
- 2016 : Capitaine Marleau, épisode Brouillard en thalasso réalisé par Josée Dayan : Garance Thibaut
- 2018 : Jacqueline Sauvage : C'était lui ou moi d'Yves Rénier : Jacqueline Sauvage
- 2019 : Le Premier Oublié de Christophe Lamotte : Françoise
- 2020 : Dix pour cent : elle-même
- 2020 : I Love You coiffure (téléfilm) d'elle-même : Liliane / Maud Rimbaud / La mère de Liliane Gompard,
- 2021 : Le Grand Restaurant : Réouverture après travaux de Romuald Boulanger
- 2021 : Mon ange (mini-série) d'Arnauld Mercadier : Suzanne Brunet
- 2021 : Doutes de François Hanss : Agnès Baer[45]
- 2022 : Ils s'aiment...enfin presque ! d'Hervé Brami : Isabelle
- 2022 : Le Grand Restaurant : La guerre de l'étoile de Pierre Palmade
- 2023 : Les Yeux grands fermés de Clément Michel : Anne-Marie[46]
- depuis 2023 : Master Crimes de Marwen Abdallah : Louise Arbus
- 2025 : LOL : qui rit, sort ! : participante saison 5 (émission, Prime Vidéo)

#### Doublage
- 1999 : Tarzan : Tok / Tokina[47] (version française)
- 2001 : Bécassine et le Trésor viking : Bécassine (création de voix)
- 2022 : Krypto et les Super-Animaux : Lulu[48]

### Réalisatrice et scénariste
- 2020 : I Love You coiffure (téléfilm)

## Théâtre

### Comédienne

#### Spectacles d'humour (solo ou duo)
- 1986 : Maman ou donne-moi ton linge, je fais une machine (coauteure et interprète de la pièce), Théâtre de Dix Heures
- 1988 : Les majorettes se cachent pour mourir (écrit avec Pierre Palmade), Tintamarre
- 1989 : Un point c'est tout, Le Splendid
- 1990 : Tout m'énerve, Olympia
- 1992 : Bedos/Robin (avec Guy Bedos), Olympia
- 1996 : Tout Robin, Casino de Paris
- 1998 : Toute Seule comme une grande, Zénith
- 2005 : Au secours !, Le Grand Rex
- 2008 : Fugueuses, (avec Line Renaud), Théâtre des Variétés
- 2009 : Les Diablogues, (avec Annie Grégorio), Marigny
- 2013 : Muriel Robin revient, tsoin, tsoin, Théâtre de la Porte-Saint-Martin
- 2016 : Ils s'aiment depuis 20 ans, (avec Michèle Laroque, coécrit avec Pierre Palmade)
- 2019 - 2020 : Et pof ! (compilation de reprises de ses sketchs cultes)

#### Pièces de théâtre
- 1994 : On purge bébé et Feu la mère de Madame de Georges Feydeau, mise en scène Bernard Murat, Théâtre Édouard-VII, Paris
- 2002 : La Griffe (A 71) de Claude d'Anna et Laure Bonin, mise en scène Annick Blancheteau, Théâtre Fontaine, Paris
- 2007 : Fugueuses de Pierre Palmade, Christophe Duthuron, mise en scène Christophe Duthuron, Théâtre des Variétés. La dernière représentation, le 5 janvier 2008, a été diffusée en direct sur France 2.
- 2009 : Les Diablogues de Roland Dubillard, mise en scène Jean-Michel Ribes, Théâtre Marigny, Paris
- 2015 : Momo de Sébastien Thiéry, mise en scène Ladislas Chollat, Théâtre de Paris
- 2017 : Elles s'aiment avec Michèle Laroque, mise en scène Muriel Robin
- 2023 : Lapin (avec Pierre Arditi) de Samuel Benchetrit, mise en scène de l'auteur, Théâtre Édouard-VII, Paris

### Metteuse en scène
- 1996 : Ils s'aiment de Pierre Palmade et Muriel Robin
- 2001 : Ils se sont aimés de Pierre Palmade et Muriel Robin, Théâtre de la Porte-Saint-Martin
- 2012 : Tranches de Vies, interprété par Élie Semoun, mise en scène de Muriel Robin

## Publications
- Muriel Robin, préface à Nouveaucabulaire, éd. Le Cherche Midi, 2005  (ISBN 978-2749104386).
- Muriel Robin et Chanee, Vocation nature, éditions Arthaud, 2007  (ISBN 978-2700300406).
- Muriel Robin, Fragile, XO éditions, 2018  (ISBN 978-2-845-63616-3).

## Audiences
Si le succès de Muriel Robin au cinéma est plutôt mitigé, la télévision est un terrain qui lui est favorable, comme en témoignent les chiffres d'audiences ci-dessous* :
(*programmes où Muriel Robin tient le ou l'un des rôles principaux)
| Films                                                            | Réalisation                          | Date              | Chaîne   | Téléspectateurs,               | Part de marché |
| Marie Besnard, l'empoisonneuse - épisode 1                       | Christian Faure                      | 25 septembre 2006 | TF1      | 11 600 000                     | 46,1 %         |
| Marie Besnard, l'empoisonneuse - épisode 2                       | Christian Faure                      | 2 octobre 2006    | TF1      | 11 040 000                     | 44,4 %         |
| Fugueuses                                                        | Christophe Duthuron & Pierre Palmade | 5 janvier 2008    | France 2 | 8 008 000                      | 33,4 %         |
| I Love You coiffure - 1re partie                                 | elle-même                            | 21 décembre 2020  | TF1      | 7 755 000                      | 28,9 %         |
| Jacqueline Sauvage : C'était lui ou moi                          | Yves Rénier                          | 1er octobre 2018  | TF1      | 7 670 000[source insuffisante] | 33,5 %         |
| Folie douce                                                      | Josée Dayan                          | 8 mars 2010       | TF1      | 7 400 000                      |                |
| Ni reprise, ni échangée                                          | Josée Dayan                          | 27 septembre 2010 | TF1      | 6 400 000                      | 25,3 %         |
| Le Premier Oublié                                                | Christophe Lamotte                   | 7 octobre 2019    | TF1      | 6 230 000                      | 28,1 %         |
| Capitaine Marleau - épisode "Brouillard en thalasso" rediffusion | Josée Dayan                          | 24 octobre 2017   | France 3 | 5 799 000                      | 22,9 %         |
| Mourir d'aimer                                                   | Josée Dayan                          | 24 novembre 2009  | France 2 | 5 497 000                      | 20,2 %         |
| Master Crimes (saison 1)                                         | Marwen Abdallah                      | 8 novembre 2023   | TF1      | 5 486 000                      | 26,1%          |
| I Love You coiffure - 2e partie                                  | elle-même                            | 21 décembre 2020  | TF1      | 5 040 000                      | 24,6 %         |
| Mon ange                                                         | Arnauld Mercadier                    | 6 janvier 2022    | TF1      | 4 770 000                      | 24,6%          |
| Passage du désir                                                 | Jérôme Foulon                        | 3 février 2012    | France 2 | 4 700 000                      | 17,9 %         |
| Capitaine Marleau: Brouillard en thalasso                        | Josée Dayan                          | 14 septembre 2016 | France 3 | 4 600 000                      | 20%            |
| Ils s'aiment enfin presque                                       | Hervé Brami                          | 18 avril 2022     | TF1      | 4 200 000                      | 21,9%          |
| Les Yeux grands fermés                                           | Clément Michel                       | 2 octobre 2023    | TF1      | 3 730 000                      | 18,6%          |
| Dix pour cent - Sandrine                                         | Marc Fitoussi                        | 28 octobre 2020   | France 2 | 3 710 000                      | 15,8%          |
| Master Crimes (saison 2)                                         | Marwen Abdallah                      | 8 novembre 2024   | TF1      | 3 450 000                      | 18,5%          |
| Le clan des Lanzac                                               | Josée Dayan                          | 8 juin 2013       | France 3 | 3 120 000                      | 14,4%          |
| Indiscrétions                                                    | Josée Dayan                          | 30 novembre 2013  | France 3 | 2 600 000                      | 11,3%          |
| Lapin                                                            | Samuel Benchetrit                    | 11 décembre 2024  | France 2 | 1 880 000                      | 9,4%           |
| Doutes                                                           | François Hanss                       | 5 novembre 2021   | Arte     | 1 130 000                      | 5,3%           |

## Distinctions

### Récompenses et nominations
| Évènement                 | Catégorie                                                            | Année | Œuvre récompensée                       | Résultat                       |
| ------------------------- | -------------------------------------------------------------------- | ----- | --------------------------------------- | ------------------------------ |
| César du cinéma           | Meilleure actrice                                                    | 2001  | Marie-Line                              | Nomination                     |
| International Emmy Awards | Meilleure actrice                                                    | 2007  | Marie Besnard, l'empoisonneuse          | Lauréat                        |
| Molières                  | Molière de la révélation théâtrale                                   | 1989  | Les majorettes se cachent pour mourir   | Nomination                     |
| Molières                  | Seul(e) en scène                                                     | 1990  | Un point c'est tout                     | Nomination                     |
| Molières                  | Seul(e) en scène                                                     | 1991  | Tout m'énerve                           | Nomination                     |
| Molières                  | Seul(e) en scène                                                     | 1993  | Bedos/Robin                             | Nomination                     |
| Molières                  | Seul(e) en scène                                                     | 1996  | Tout Robin                              | Nomination                     |
| Molières                  | Seul(e) en scène                                                     | 1999  | Toute seule comme une grande            | Nomination                     |
| Molières                  | Meilleure comédienne                                                 | 2002  | La Griffe (A71)                         | Nomination                     |
| Molières                  | Meilleure comédienne                                                 | 2016  | Momo                                    | Nomination                     |
| Molières                  | Molière de l'humour                                                  | 2020  | Et pof !                                | Nomination                     |
| Globes de cristal         | Meilleur one-man-show                                                | 2014  | Robin revient… Tsoin tsoin              | Nomination                     |
| Globes de cristal         | Meilleure actrice de fiction télévisée                               | 2019  | Jacqueline Sauvage : C'était lui ou moi | Nomination                     |
| Globes de cristal         | Meilleure actrice de fiction télévisée                               | 2020  | Le Premier Oublié                       | Nomination ; Cérémonie annulée |
| Globes de cristal         | Meilleur one-man show                                                | 2020  | Et pof !                                |                                |
| Victoires de la musique   | Victoire de l'humoriste                                              | 1993  | Bedos/Robin (partagée avec Guy Bedos)   | Lauréat                        |
| Prix Raymond-Devos        | Grand prix du centième anniversaire de la naissance de Raymond Devos | 2022  | Aucune (prix honorifique)               | Lauréat                        |

### Décorations
- Chevalière de la Légion d'honneur (2008)[71].
- Officière de l'ordre national du Mérite (2021)[72].
- Chevalière de l'ordre des Arts et des Lettres (2007)[73].
- Trophée Femmes en Or, section spectacle comique (1994).